# 红花岩黄耆
红花岩黄耆（学名：Hedysarum multijugum）为豆科岩黄耆属下的一个种。

## 扩展阅读
- 維基物種上的相關：红花岩黄耆